# Семен I Луп
Семен (Сегуїн) I Луп (баск. Semen, гаскон. Seguin; д/н — 816) — герцог Васконі в 812—816 роках.

## Життєпис
Походив з династії Гатонідів (Гасконський дім). Третій син Лупа II, герцога Васконії. За менш правдоподібною версією був сином герцога Аделріка. Про молоді роки практично відсутні відомості. 781 року отримав від короля Карла I графство Бордо.
Після смерті 812 року Санша I Лупа стає герцогом Васконським. В 812—813 роках брав участь у франкських походах проти Кордовського емірата з метою захоплення Памплони. Спочатку зберігав вірність імператорові Людовику I.
816 року імператор позбавив Семена I Лупа герцогства, що спричинило повстання. Проте васкони зазнали поразки, а Семен I разом з молодшим братом Гарсія Лупом, графом Дакс, загинув.

## Родина
- Гарсія (д/н—818), герцог Васконії
- Семен (д/н—846), герцог Васконії